# Institut français de Palerme
La Bibliothèque française de Palerme est née en 1953, via Libertà ; trois ans plus tard, elle devient Centre culturel français, puis, en 1988 Centre culturel français de Palerme et de Sicile et en 2012 Institut français Palermo. Dans le cadre de la mise en œuvre du Traité d'Aix-la-Chapelle du 22 janvier 2019, l'Institut français de Palerme est appelé à devenir un institut culturel franco-allemand. 
Les manifestations organisées au cours des premières années, à la fois mondaines et culturelles, soulevèrent un grand intérêt dans les milieux les plus divers. En 1957 furent mis en place les premiers cours de langue française, indépendamment de l’Alliance Française (créée en 1947, dissoute en 1959).
Tiré du site web officiel de l'Institut : Installé depuis février 2002 dans l’enceinte des Cantieri Culturali della Zisa, l’Institut français "Palermo" constitue avec l'Institut Goethe le pôle international des Cantieri. Les Cantieri culturali alla Zisa sont nés d’une forte volonté de la municipalité d’alors pour dynamiser l’expansion de la ville vers les quartiers nord, de transformer la friche industrielle Ducrot, espace de 20 000 m2 couvert (sur un total de 55 000 m2) consacré à l’industrie du meuble et aux métiers du bois, en « chantiers culturels ». Il s’agissait alors de créer un espace euroméditerranéen, passage inédit|pluridisciplinaire, ouvert aux différentes cultures de la Méditerranée, un laboratoire alternatif sur le modèle de la Friche de la Belle de Mai à Marseille, l’espace Le Lieu unique, une scène nationale qui occupe l'ancienne usine Lefèvre-Utile à Nantes, ou, à une plus grande échelle, la Grande halle de la Villette à Paris. 

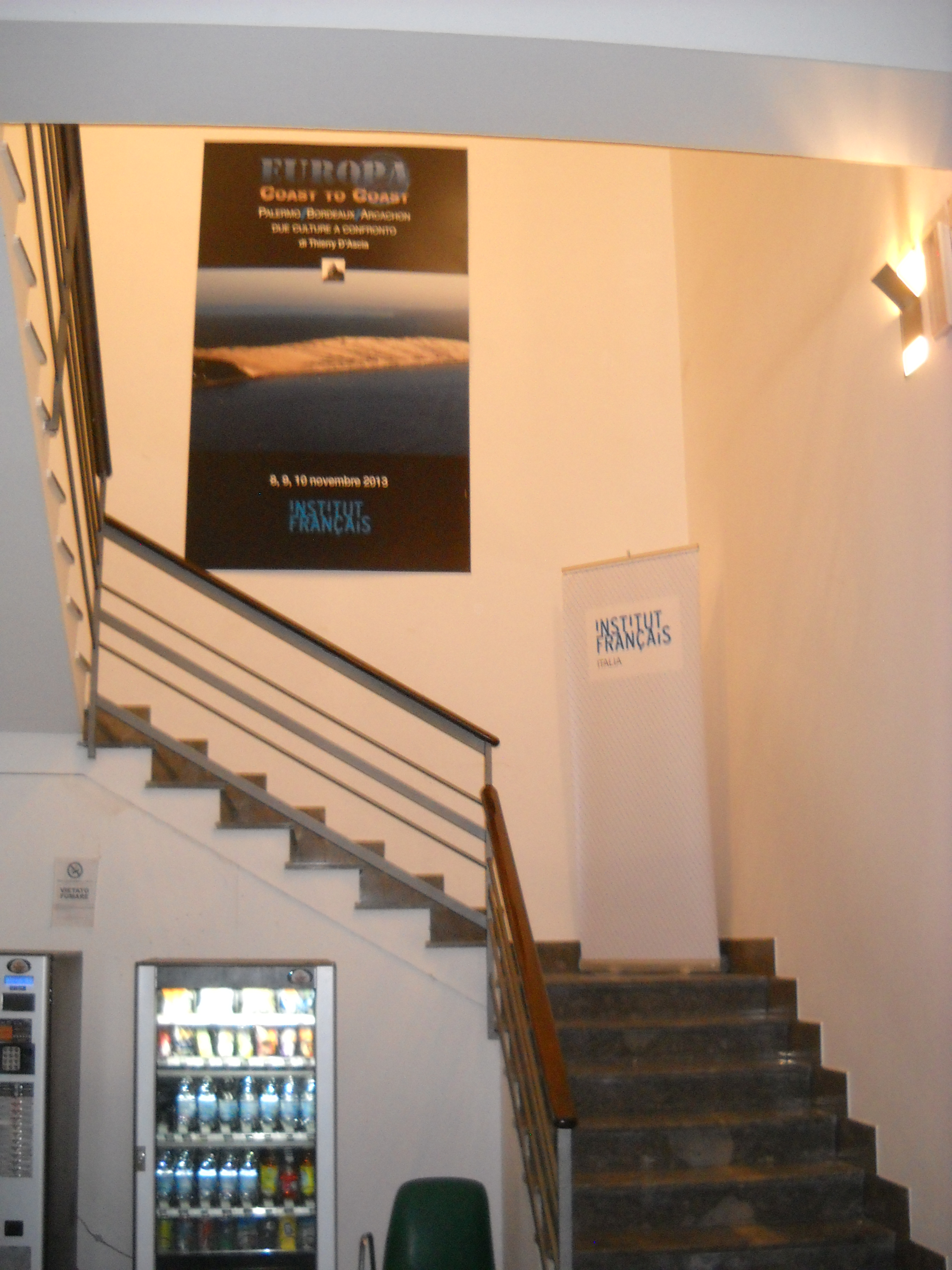
Cantieri Culturali della Zisa di Palermo Institut français de Palerme éscalier
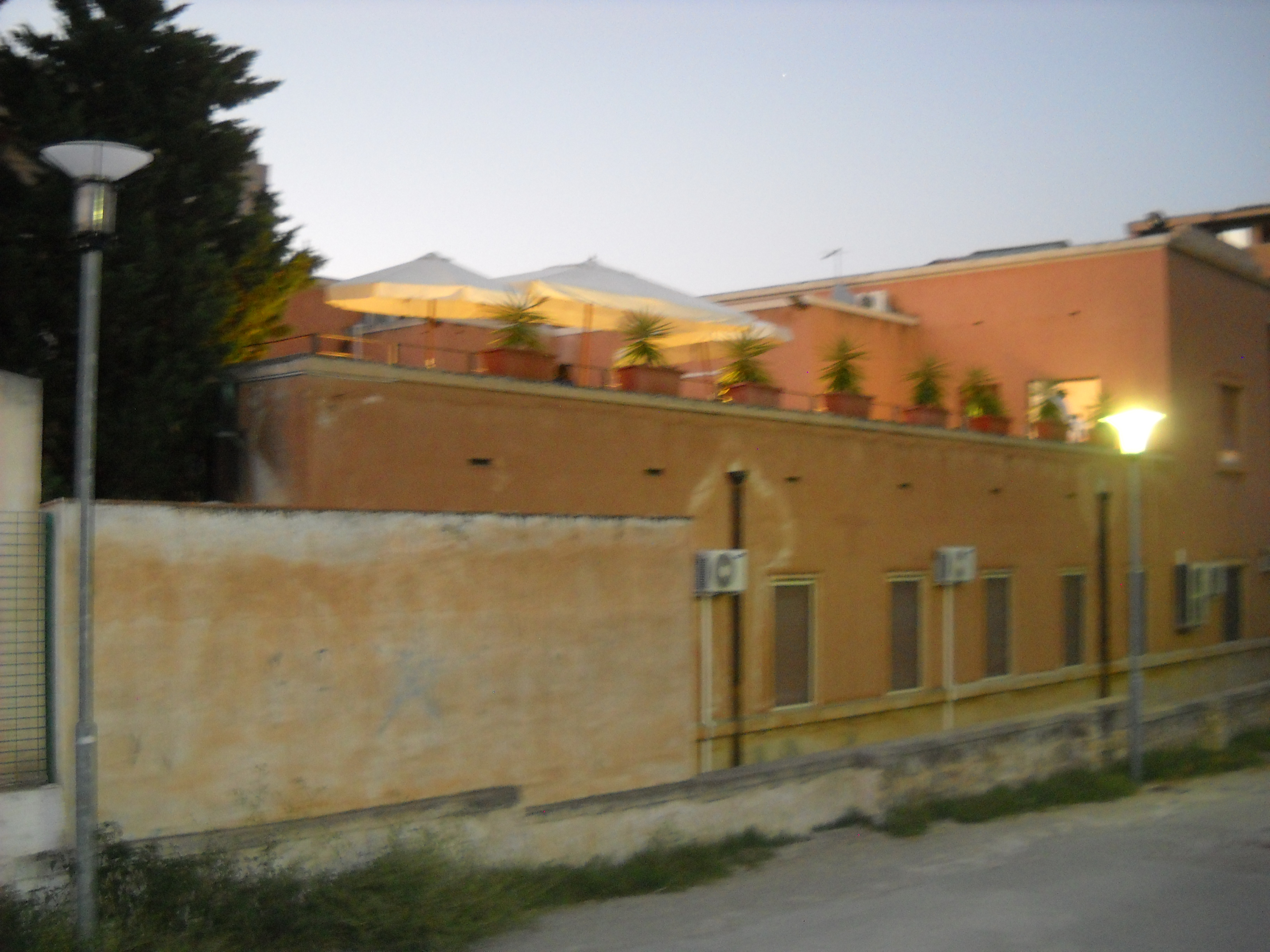
Cantieri Culturali della Zisa di Palermo:  Institut français de Palerme, terrasse vue du parc automobil
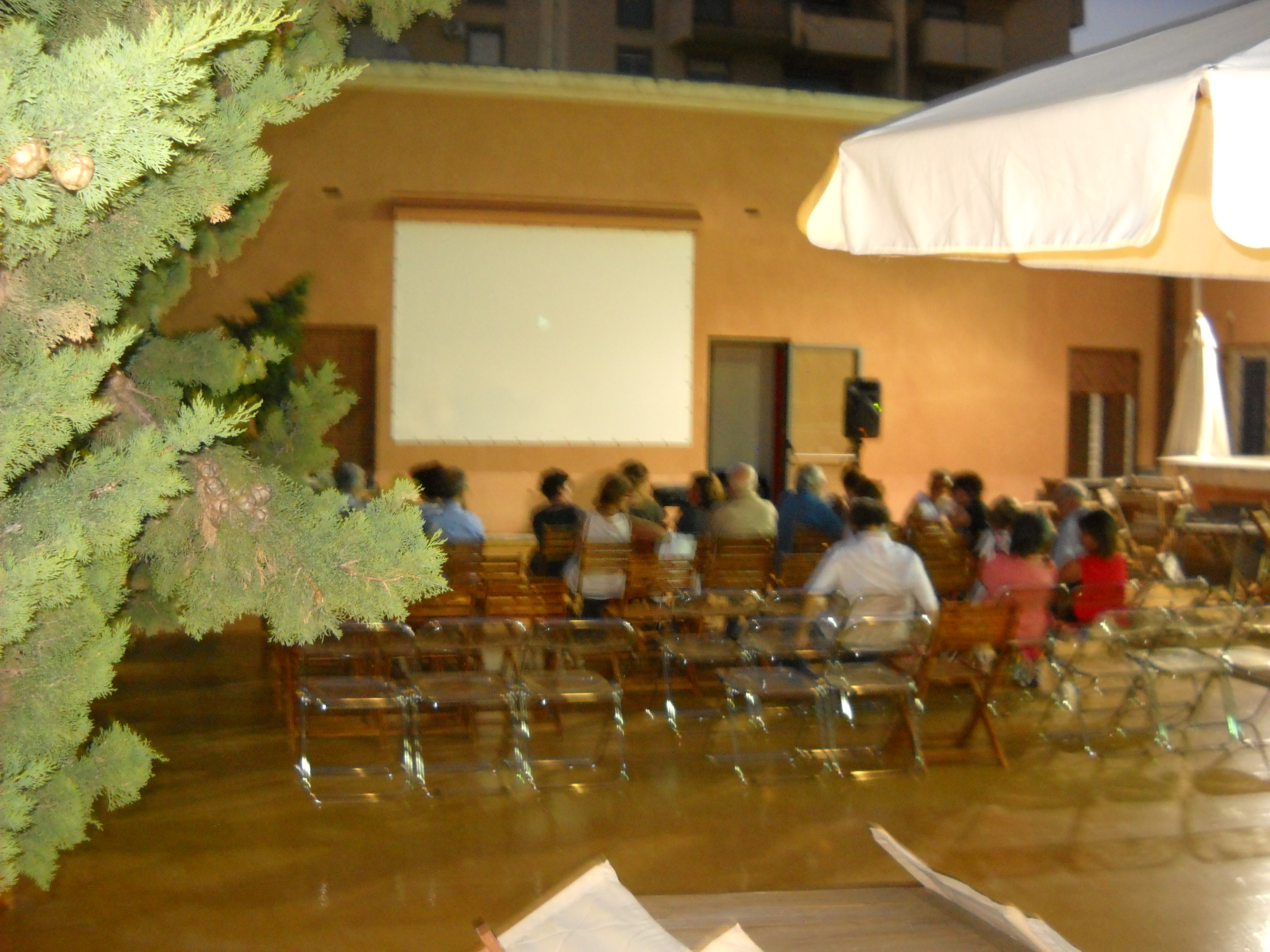
Cantieri Culturali della Zisa di Palermo:  Institut français de Palerme, Rendez vous de cinema en  terrasse
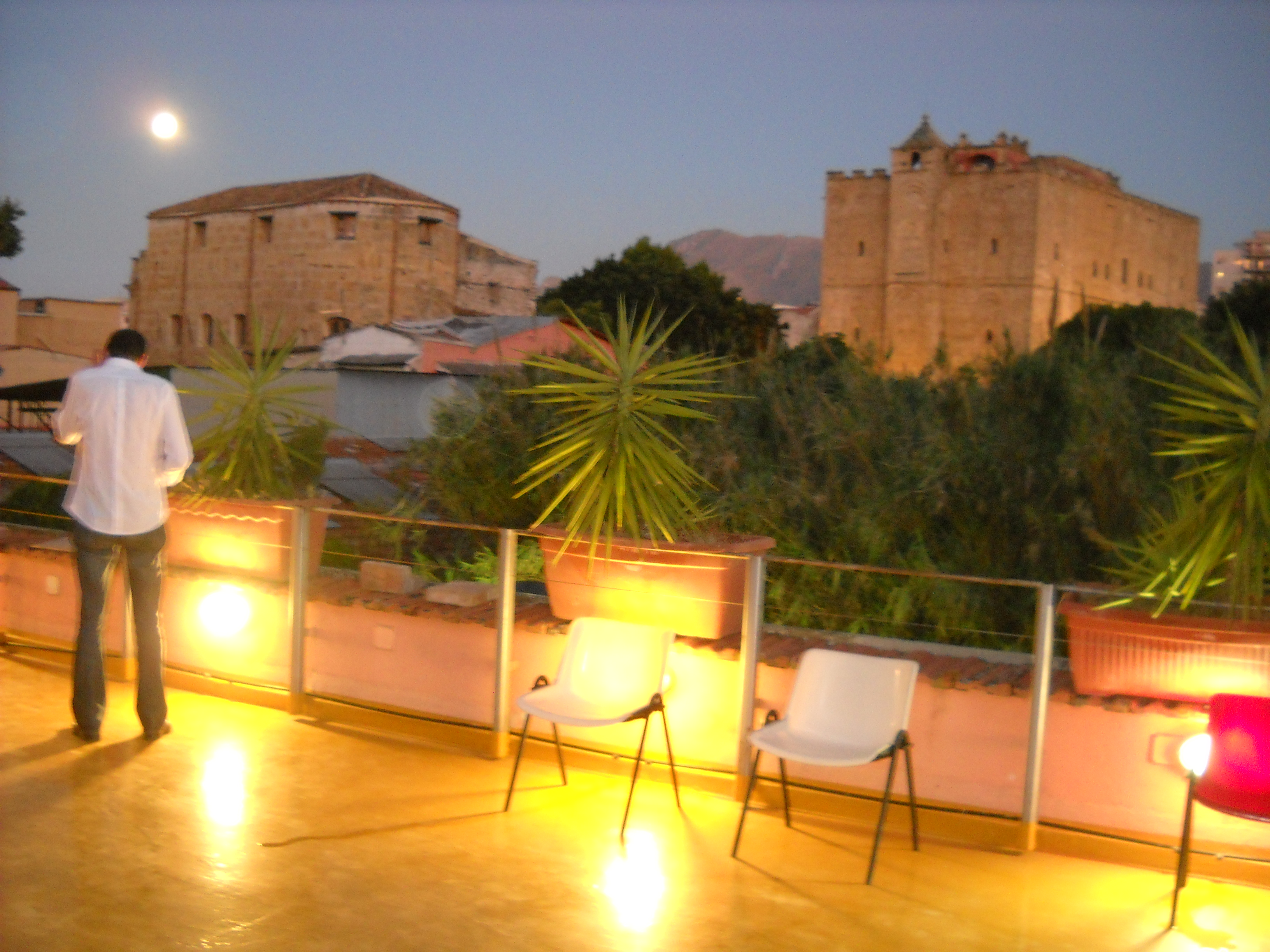
Cantieri Culturali della Zisa di Palermo:  Institut français de Palerme, la terrasse du premier étage. Au fond, Palais de la Zisa